# Sticky Fingaz
Sticky Fingaz (Queens, Nueva York, 3 de noviembre de 1973), nacido como Kirk Jones, es un rapero y actor estadounidense miembro del grupo de hardcore rap ONYX. Entró al grupo en 1992, y en 1993 grabó Bacdafucup, un aclamado álbum considerado como el primer álbum de hardcore rap. Desde entonces ha grabado varios exitosos álbumes con el grupo. Destacaba por encima del resto de miembros de Onyx por su popularidad y sus habilidades con el micro. Debutó solista con el álbum Black Trash: The Autobiography of Kirk Jones en 2001. En este álbum habla de como salió del gueto hasta finalmente su muerte. En 2003 liberó su último álbum, Decade....But Wait It Gets Worse. En este disco destacan las apariciones de los demás miembros de Onyx, así como, sorprendentemente, la del actor Omar Epps. También ha colaborado con varios artistas, como Eminem en su álbum Marshall Mathers LP, Snoop Dogg en No Limit Top Dogg, y varios otros más. En el 2005 participó en la película de terror House of the Dead 2.

## Primeros años
Jones nació en Kings County Hospital Center. Creció en Flatbush, vecindario de Brooklyn. Cuando era niño quería ser DJ.
Según una entrevista con DJ Vlad, Jones era parte de Lo-Lifes, una pandilla callejera local de Brooklyn que se dedicaba principalmente al pequeño robo minorista de ropa Polo en lugar de tráfico de drogas o guerras territoriales violentas. De ahí que su apodo sea Sticky Fingaz, en referencia a la expresión idiomática para robar dedos pegajosos.
Cuando su madre se mudó con la familia a Bloomfield (Nueva Jersey) lo inscribió en la High School of Art and Design de Manhattan. Esperaba que Kirk, que tenía un don para el dibujo, enfocara su talento. En 1990 a la edad de 16 años se mudó de la casa de su madre al sur de Jamaica (Queens) para vivir con su primo Fredro Starr que trabajaba como peluquero.

## Carrera musical

### Onyx
Fredro Starr, Big DS y Suave (también conocido como Sonny Seeza) conocieron a Jam Master Jay en un embotellamiento en el festival The Jones Beach GreekFest el 13 de julio de 1991. Jay les dio unos dos meses para obtener una demostración, pero Suave y Big DS no llegaron al estudio porque estaban varados en Connecticut. Entonces, Jeff Harris, el gerente de Onyx le pidió a Fredro que fuera al estudio con su primo, Kirk Jones, quien en ese momento estaba haciendo una carrera en solitario bajo el nombre de Trop y trabajaba en la barbería. Fredro y Sticky Fingaz hicieron dos discos, Stik 'N' Muve y Exercise.
En 1993 Onyx lanzó su álbum debut titulado Bacdafucup. Resultó ser un éxito comercial y finalmente se convirtió en multiplatino, en gran parte debido al conocido sencillo "Slam". Luego Onyx lanzó en JMJ Records otros dos álbumes: All We Got Iz Us y Shut 'Em Down. JMJ Records, así como Onyx fueron eliminados oficialmente de Def Jam Recordings el 21 de enero de 1999 porque el sello PolyGram que en 1994 compró el 50% de Def Jam de Sony fue vendido a Seagram el 10 de diciembre de 1998.
Solo cuatro años antes Onyx estaba salvando a Def Jam como dijo Sticky Fingaz, pero ahora esperaban que el sello los salvara a ellos. Su tercer álbum, y lo que se convertiría en su último, en Def Jam Shut 'Em Down apenas se convirtió en disco de oro.

### Carrera en solitario
Jones lanzó su álbum debut como solista en 2001 que se tituló Black Trash: The Autobiography of Kirk Jones, un álbum conceptual que seguía la vida (ficticia) de Kirk Jones en forma de historia cuando es liberado de prisión y finalmente su muerte. El álbum fue un éxito de crítica y se destacó como muy creativo con contenido sustancial, aunque no ganó mucho reconocimiento comercial a pesar de presentar artistas conocidos como Eminem, Raekwon, Redman y Canibus.
En 2003 lanzó su segundo álbum, Decade: "...but wait it gets worse", que fue menos bien recibido por la crítica y ganó aún menos reconocimiento general, presentando en este álbum actuaciones de Fredro Starr y Omar Epps.
En 2019 lanzó su tercer álbum, It's About TIME. El álbum fue lanzado como una película de álbum digital y está acompañado por una película musical que narra la vida de un rapero estadounidense Sticky Fingaz, desde su nacimiento hasta la entrada en Ónix. El álbum está disponible solo en el sitio web de Sticky.

## Carrera de actuación
Jones era un habitual en la serie Platinum de UPN de corta duración como Grady Rhames. También interpretó el papel de Pvt. Maurice "Smoke" Williams en la serie de televisión de FX Over There que describe la vida de un soldado estadounidense en Irak. Interpretó a Tyrone en Next Friday. Jones también interpretó un papel recurrente como Kern Little, líder de una pandilla y músico/productor de hiphop en la serie de FX The Shield. También apareció en el lanzamiento directo a video y Sci-Fi Channel House of the Dead 2.
A partir de 2006 fue elegido como Blade en Blade: la serie basada en las películas de Wesley Snipes en Paramount Network. La serie fue cancelada el 29 de septiembre de 2006 a través de un comunicado de prensa de Paramount Network. Ha completado su trabajo en una película titulada Karma, Confessions and Holi donde interpreta al personaje Rich Smooth. Jones fue un personaje importante en la nueva versión de la película El vuelo del Fénix. En el videojuego Def Jam: Fight for NY proporcionó su propia voz y es uno de los principales antagonistas a lo largo de la historia. También tiene una aparición en la secuela, Def Jam: Icon., bajo el nombre Wink. Fingaz escribió, coprodujo, codirigió y protagonizó la película A Day in the Life.
Fingaz estrenó una película It's About TIME a través de su productora Major Independents el 14 de febrero de 2019. Sticky Fingaz no solo escribió el guion de esta película, sino que también se presentó como director, director de fotografía y productor de la película, y también interpretó a un papel en ella. Una característica de esta película es el formato en el que se lanzó: "Película de álbum digital", creada por el rapero.

## Discografía
Álbumes de estudios
- Black Trash: The Autobiography of Kirk Jones (2001)
- Decade: "...but wait it gets worse" (2003)
- It's About T.I.M.E. (2019)

Mixtapes
- Stickyfingaz.com (2009)
- God of the Underground (2010)

Bandas sonoras
- A Day in the Life (2009)
- Caught On Tape (2013)

## Filmografía

### Series de televisión
- The Shield: Al margen de la ley (2002), Kern Little
- Blade: la serie (2006), Blade (protagonista)
- "The Night Of" (2016)

### Filmes
| Año  | Título                      | Rol               | Notas    |
| ---- | --------------------------- | ----------------- | -------- |
| 1993 | Strapped                    | Suspect in Lineup |          |
| 1995 | Clockers                    | Científico        |          |
| 1995 | Dead Presidents             | Martin            |          |
| 1998 | Ride                        | Brotha X          |          |
| 1998 | Le New Yorker               | Harlem Homeboy    |          |
| 1999 | In Too Deep                 | Ozzie             |          |
| 1999 | Game Day                    | Wille             |          |
| 1999 | Black and White             | Sí mismo          |          |
| 2000 | Next Friday                 | Tyrone            |          |
| 2000 | True Vinyl                  | Power Z           |          |
| 2000 | The Playaz Court            | T-Bone            |          |
| 2000 | Boricua's Bond              |                   |          |
| 2000 | The Price of Air            | D                 |          |
| 2000 | Lockdown                    | Broadway          |          |
| 2001 | Lift                        | Quik              |          |
| 2001 | MacArthur Park              | E-Max             |          |
| 2001 | Flossin                     | Sí mismo          |          |
| 2002 | L.A.X.                      | Leon              |          |
| 2002 | Reality Check               | Brock             |          |
| 2003 | Hot Parts                   | Toby              |          |
| 2003 | Malibooty!                  | Raymond           |          |
| 2003 | Ride or Die                 | Demise            |          |
| 2003 | Leprechaun: Back 2 tha Hood | Cedric            |          |
| 2004 | Gas                         | Craig             |          |
| 2004 | Doing Hard Time             | Eddie Mathematic  |          |
| 2004 | Flight of the Phoenix       | Jeremy            |          |
| 2005 | House of the Dead 2         | Sargento Dalton   |          |
| 2008 | Nite Tales: The Movie       | Dice              |          |
| 2009 | Dough Boys                  | Deuce             |          |
| 2009 | Karma, Confessions and Holi | Rich Smooth       |          |
| 2009 | Breaking Point              | Richard Allen     |          |
| 2009 | Steppin: The Movie          | Cedric            |          |
| 2009 | A Day in the Life           | Stick             | Director |
| 2010 | Once Fallen                 | Leshaun           |          |
| 2010 | Hard Breakers               | Shay              |          |
| 2010 | Caught on Tape              | Mark              |          |
| 2010 | Immortal Cycle              | Wade              |          |
| 2012 | Changing the Game           | Craig Jenkins     |          |
| 2013 | Motel                       | Lizard            |          |
| 2024 | Darkness of Man             | Yates             |          |